# SK Vlierzele
SK Vlierzele is een Belgische voetbalclub uit Vlierzele. De club is aangesloten bij de KBVB met stamnummer 7464 en heeft rood en wit als kleuren.

## Geschiedenis
De club werd opgericht op 25 januari 1966 en sloot zich rond 1970 aan bij de Belgische Voetbalbond en ging er van start in de provinciale reeksen. Men speelde er enkele jaren op het laagste niveau, in Vierde Provinciale. In 1974 ging men in Derde Provinciale naar reeksen van 16 clubs. Vlierzele was tweede geëindigde in zijn reeks, na kampioen FC Mere, en mocht mee promoveren naar Derde Provinciale.
SK Vlierzele speelde enkele jaren in Derde Provinciale, tot men in 1981 weer degradeerde. In 1983 werd men weer kampioen in vierde provinciale en promoveerde men weer. De club bleef weer enkele jaren in Derde Provinciale, tot men in 1988 weer degradeerde. Het volgende decennium bleef Vlierzele weer in in de laagste reeksen, Vierde Provinciale spelen. In 1998 werd men daar nog eens kampioen en promoveerde men, maar een seizoen later volgde alweer degradatie. Nog een jaar later, in 2000, werd Vlierzele voor de tweede keer in drie jaar tijd kampioen in Vierde Provinciale, promoveerde weer en kon zich ditmaal wel handhaven in Derde Provinciale.
Het verblijf van SK Vlierzele in Derde Provinciale duurde ditmaal vier seizoenen, maar in 2004 zakte men nogmaals. In 2008 vierde Vlierzele een volgende titel in Vierde Provinciale en de bijhorende promotie naar Derde Provinciale, maar het volgend seizoen werd men daar laatste en zo zakte de club in 2009 weer. In 2011 werd men vierde en mocht men naar de eindronde, maar daar kon men geen nieuwe promotie afdwingen.